# Кузупчи
Пустыня Кузупчи́ или пески Кузупчи (кит. упр. 库布齐沙漠, пиньинь Kùbùqí Shāmò, палл. Кубуци шамо) — обширная пустыня в северной части плато Ордос  к югу от большой излучины Хуанхэ в автономном районе КНР Внутренняя Монголия. Это седьмая по величине пустыня Китая площадью 16 100 квадратных километров.

## Хозяйственное пользование
На данный момент Пески Кузупчи не очень приспособлены к ведению сельско хозяйственной деятельности. Поэтому здесь были построены 2 крупнейшие солнечные электростанции Даллад и  Hanggin . В настоящее время там установлено 200 тысяч фотоэлектрических панелей,  занимают площадь почти 1,2 млн кв. м и это крупнейшая в пустынных районах страны электростанция с генерацией электроэнергии от солнечных батарей. После полного завершения Далад-Циского проекта годовая мощность производства электроэнергии составит 4 млрд кВт.

## Восстановление
Пустыня Кузупчи как и пустыня Му-ус подвергается интенсивной работе по восстановлению и озеленению. В результате чего большие площади уже восстановились, а другие подвергаются интенсивному восстановлению. Также этому способствует установки солнечных батарей которые замедляют перемещение песков и образованию пыли

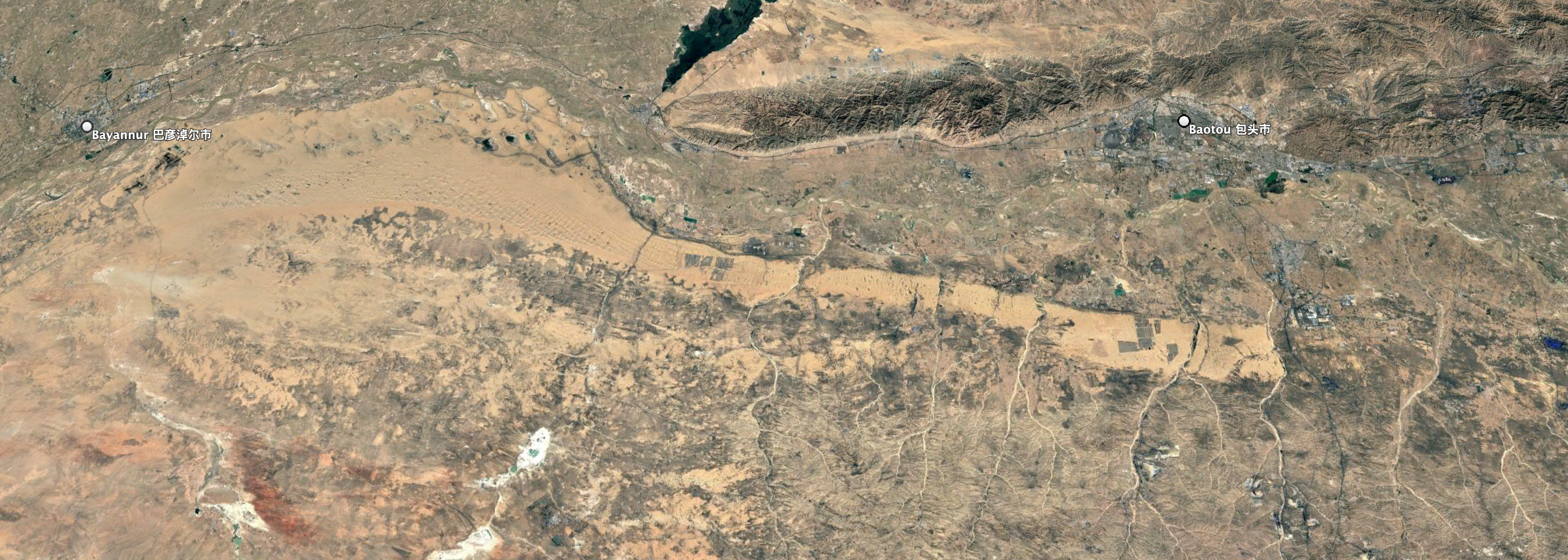
Снимок из космоса на пустыню Кузупчи